# 籾山衣洲
籾山衣洲（1855年—約1919年5月），原名逸也，字季才，號衣洲，別號衣浦漁叟、櫻雨草堂主人、澄心廬主人、何陋庵主人等。日本尾張國（今愛知縣）人。漢詩詩人、記者，著有《明治詩話》、《日本國勢一斑》、《籾山衣洲日記》等書。

## 生平
籾山衣洲早年跟隨同鄉詩人筒井秋水、青木樹堂研讀漢學，並向森春濤學習作詩，後擔任《國會》、《東京朝日新聞》和《花香月影》等報章雜誌的編輯。時任台灣總督兒玉源太郎看中籾山衣洲的文學素養，於1898年聘其來台，擔任官方報紙《台灣日日新報》的漢文版主任，居於兒玉的別墅南菜園內。1899年，籾山與多位日本漢詩詩人以南菜園為中心，成立「穆如吟社」，常開雅集，邀請士紳互相唱酬，以收攬台灣人人心。1899年6月，兒玉在南菜園召開詩人雅集，會後由籾山編輯成詩集《南菜園唱和集》。
籾山時常陪兒玉南巡，參加詩會及酒會。但之後兒玉逐漸對他失去歡心，籾山亦在1903年辭去報社記者一職，前往總督府學務課工作，參與翻譯《台灣府志》。1902年到1904年間多次當選古亭村會衛生組合長，後於1904年4月離台。
1905年赴天津擔任《北洋日報》主筆，翌年在保定陸軍學堂擔任教職，1909年返回日本。返日後，居於大阪專事寫作。1909年8月，其收集4年間所創作的70多首詩集成二卷一冊，題為《燕雲集》出版。1914年3月17日再度來台，暫居北投松濤園，同年5月28日回國。

## 詩作
籾山衣洲作有〈南菜園晚眺〉一詩，云：
|  | 柴門茅屋小幽棲，十月無霜碧草萋；急雨銜山雲活活，回颷人郭竹低低。 風從深蔗畦邊沒，鳥在閒牛背上啼；天末長虹忽中斷，斜陽猶挂麗譙西。 |